# فان ییلین
فان ییلین (انگلیسی: Fan Yilin؛ زادهٔ ۱۱ نوامبر ۱۹۹۹) ژیمناست هنری اهل چین است.